# Are You with Me
Are You with Me – piosenka amerykańskiego piosenkarza country Eastona Corbina pochodząca z jego albumu z 2012 r. All Over the Road oraz wydanego w 2015 r. About to Get Real. Utwór napisali Tommy Lee James, Terry McBride i Shane McAnally. Piosenka stała się bardzo popularna dzięki remiksowi belgijskiego DJ-a Lost Frequencies wydanemu na singlu w 2014 roku.

## Singel Lost Frequencies
Pod koniec sierpnia 2014 remiks piosenki „Are You with Me” z wokalem Eastona Corbina wykonany przez Lost Frequencies został wydany przez firmę nagraniową The Bearded Man należącej do holenderskiej wytwórni Armada Music. W Polsce singel został wydany 1 września 2014 przez Universal Music, a jego promocję radiową wznawiano wielokrotnie - 15 września 2014, 13 października 2014, 2 lutego 2015, 23 lutego 2015, 16 marca 2015, 23 marca 2015, 6 kwietnia 2015 i 13 kwietnia 2015. W Polsce singel Lost Frequencies uzyskał status podwójnie platynowej płyty za sprzedaż powyżej 40000 egzemplarzy. 26 czerwca 2015 w iTunes Store ukazał się EP z nowymi remiksami utworu Lost Frequencies.

### Lista utworów

#### Singel
| 1. | "Are You With Me" (Radio Edit)   | 2:18  |
|    |                                  |       |
| 2. | "Are You With Me" (Extended Mix) | 4:47  |
|    |                                  |       |
|    |                                  | 07:05 |
|    |                                  |       |

#### EP (remiksy)
| 1. | "Are You With Me" (Glover Remix)            | 4:31  |
|    |                                             |       |
| 2. | "Are You With Me" (Monarchs Remix)          | 3:55  |
|    |                                             |       |
| 3. | "Are You With Me" (Tom Budin Remix)         | 4:05  |
|    |                                             |       |
| 4. | "Are You With Me" (Dash Berlin Remix)       | 4:49  |
|    |                                             |       |
| 5. | "Are You With Me" (Dash Berlin Radio Remix) | 2:48  |
|    |                                             |       |
|    |                                             | 20:08 |
|    |                                             |       |